# The New School
The New School és una universitat de la ciutat de Nova York situada al barri Greenwich Village, al Baix Manhattan.

## Egressats cèlebres
- Beatrice Arthur
- Burt Bacharach
- James Baldwin[1]
- Harry Belafonte
- Medea Benjamin
- Johanna Beyer
- Natan Brand
- Semyon Bychkov
- Myung-whun Chung
- Tony Curtis
- Adrian Cronauer
- Julio Rosado del Valle
- Paul Dano
- Ani DiFranco[2]
- William Donohue
- Mike Doughty[3]
- Stephen Dwoskin
- Jesse Eisenberg
- Jill Enfield
- Bill Evans
- Peter Falk
- JoAnn Falletta
- Ed Fancher
- Millicent Fenwick
- Tom Ford[4]
- Abraham Foxman
- Ben Gazzara
- Hage Geingob
- Richard Goode
- Eugène Goossens (1921-1997)[5]
- Adolph Gottlieb
- Lorraine Hansberry[6]
- Larry Harlow[7]
- Lázaro Hernández
- Eugene Istomin
- Janine Jackson
- Marc Jacobs[8]
- Donna Karan
- Jack Kerouac[9]
- Jamaica Kincaid
- Yakov Kreizberg
- Gail Kubik
- Madeleine L'Engle[10]
- Paul Levinson
- Yucef Merhi
- Isaac Mizrahi
- George Maciunas
- Walter Matthau
- Patricia Neway
- Tim Page
- Olivia Palermo
- Murray Perahia
- Shimon Peres[11]
- Mario Puzo[12]
- Eve Queler
- Eleanor Roosevelt[13]
- Sufjan Stevens
- Rod Steiger
- Kevin Smith[14]
- Elaine Stritch
- Tinga Seisay
- Jerome Rose
- Shulamit Ran
- Narciso Rodríguez
- Jerilyn Ross
- Julius Rudel
- Brother Sean Sammon
- Carl Schachter
- Lawrence Leighton Smith
- Frederica von Stade
- William Styron
- Anna Sui
- Linda Toote
- Julie Umerle
- Louisa Verhaart
- Craig Walsh
- Ruth Westheimer
- Tennessee Williams[15][16]
- Shelley Winters
- Daniel Wolf
- Will Wright[17]
- Jason Wu

### Acadèmics
- Stephen Addiss
- Stanley Aronowitz
- Peter L. Berger
- Jean L. Cohen, Ph.D.
- Barbara A. Cornblatt, Ph.D., M.B.A.
- Uri Davis, M.A.
- Peter Eisinger
- Richard Grathoff, Ph.D.
- Michelle L. Hartman
- Mady Hornig
- Kevin Mattson
- George E. McCarthy
- Sidney Mintz,
- Franco Modigliani
- Richard Noll
- Franklin Delano Roosevelt, III
- Yossi Sarid, M.A.
- Reiner Schürmann
- Steven Seidman

## Professors

### Passat
- Janet Abu-Lughod
- Woody Allen[14]
- Hannah Arendt
- W. H. Auden
- Jason Bateman
- Seth Benardete
- Franz Boas
- André Breton
- William F. Buckley, Jr.[13]
- John Cage
- Edmund Snow Carpenter
- Harry Cleaver
- Jacques Derrida
- Stanley Diamond
- John Dewey
- W. E. B. Du Bois
- John Eatwell
- Millicent Fenwick
- Sándor Ferenczi
- Joel Fink
- Betty Friedan[18]
- Erich Fromm
- Robert Frost[14]
- Donna Gaines
- Martha Graham
- Aron Gurwitsch
- Jürgen Habermas
- Michael Harner
- Robert Heilbroner
- Christopher Hitchens
- Eric Hobsbawm
- Karen Horney
- Roman Jakobson
- Hans Jonas
- Horace Kallen
- Ira Katznelson
- John Maynard Keynes[14]
- Kenneth Koch
- Julia Kristeva
- Ernesto Laclau
- Emil Lederer
- Emanuel Levenson[19][20]
- Claude Lévi-Strauss
- Adolph Lowe
- Ernest Mandel
- Margaret Mead
- Piet Mondrian
- Lewis Mumford
- Reinhold Niebuhr
- Claus Offe
- Frank O'Hara
- Elsie Clews Parsons
- Erwin Piscator
- Adolph L. Reed, Jr.
- Wilhelm Reich
- Herman Rose[21]
- Bertrand Russell
- Alfred Schutz
- Leo Strauss
- Sekou Sundiata
- Paul Sweezy
- Charles Tilly
- Thorstein Veblen
- Max Wertheimer
- Frank Lloyd Wright
- Slavoj Žižek

### Present
- Gigi Hadid
- Ágnes Heller
- Simon Critchley
- Susan Cheever
- Faisal Devji
- Nancy Fraser
- Paul Goldberger
- Christopher Hitchens
- Nina L. Khrushcheva
- Ron Leibman
- Pippin Parker
- Austin Pendleton
- Frank Pugliese
- John Reed
- Christopher Shinn
- Arthur Storch
- Scott Thornbury
- McKenzie Wark
- Robin Blackburn
- Reggie Workman
- Anwar Shaikh
- Sakiko Fukuda-Parr
- Jonathan Bach
- Michael Cohen